# Carla Tichatscheck
Karla Maria Tichatscheck, detta Carla (Merano, 6 gennaio 1941 – Merano, 29 gennaio 2015), è stata una pattinatrice artistica su ghiaccio italiana.

## Biografia
Nata a Merano, in Alto Adige, nel 1941, a 19 anni ha partecipato ai Giochi olimpici di Squaw Valley 1960, nel singolo, arrivando 16ª con 1201.1 punti totali.
In carriera ha preso parte inoltre, sempre nel singolo, a 3 edizioni degli Europei (Vienna 1957, 16ª, Davos 1959, 13ª e Garmisch-Partenkirchen 1960, 14ª) e 4 dei Mondiali (Colorado Springs 1957, 18ª, Parigi 1958, 20ª, Colorado Springs 1959, 13ª e Vancouver 1960, 22ª).
Ai campionati italiani ha vinto 1 argento nel 1957 nell'individuale.
Si è ritirata nel 1960, a 19 anni.

## Risultati
| Internazionali            | Internazionali | Internazionali | Internazionali | Internazionali |
| Evento                    | 1956–57        | 1957–58        | 1958–59        | 1959–60        |
| ------------------------- | -------------- | -------------- | -------------- | -------------- |
| Giochi olimpici invernali |                |                |                | 16°            |
| Campionati mondiali       | 18°            | 20°            | 13°            | 22°            |
| Campionati europei        | 16°            |                | 13°            | 14°            |
| Nazionali                 |                |                |                |                |
| Campionati italiani       | 2°             |                |                |                |